# Sonia Iacinschi

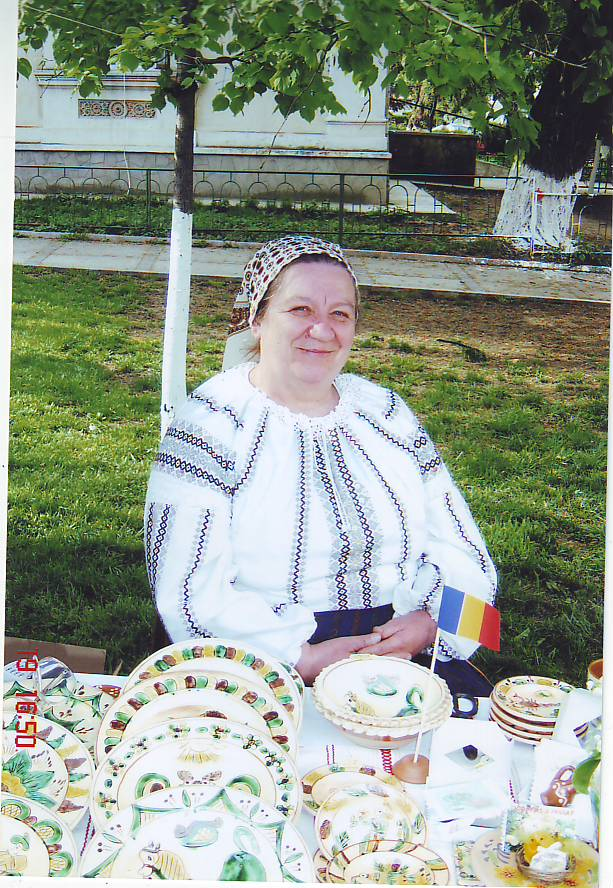
Sonia Iacinschi

Sonia Iacinschi (n. 2 aprilie 1951) este o meșteră populară din Botoșani. 

## Date biografice
A început activitatea de meșter odată cu angajarea la atelierul din fostul cartier Barbu Lăzăreanu care aparținea Cooperativei „Progresul”, ulterior devenind „Artizanatul”. Începând din anul 1978, a urmat Școala Populară de Artă Botoșani- Secția artă și pictură, din care 2 ani ceramică și 3 ani pictură. A participat la manifestarea cu caracter internațional „Luna Culturii Românești”, susținută de Comunitatea Europeană la Strasbourg în 2006, pentru a individualiza specificul culturii tradiționale românești. În data de 23 aprilie 2000, primește titlul de Cetățean de Onoare al Municipiului Botoșani, pentru merite deosebite în promovarea valorilor spirituale și imaginii municipiului Botoșani pe plan național și internațional. În prezent, conduce atelierul de ceramică de tip Kuty și Cucuteni din Botoșani.

## Distincții și premii
- Premiul Special al Juriului la Târgul Olarilor „Ochiul de Păun” Rădăuți (1998)
- Premiul II al Expoziției Naționale „Măști populare din România” secțiunea „Mască decorativă” București (2000)
- Diploma de onoare „Sfântul Gheorghe” Botoșani (2000)
- Diploma de onoare a „Tărgului Meșterilor, Meseriașilor și Artizanilor Populari” Botoșani (2001)
- Premiul de excelență al „Festivalului Primăverii” Piatra Neamț
- Diploma de Excelență la Radauți (2007)
- Diploma de Excelență la „Târgul Meșterilor Populari” Vatra Dornei (2008)
- Premiul I „Ion Diaconu” - al Târgului Național de Ceramică Tradițională „Cucuteni 5000” Iași (2011)
- Premiul I „Ion Diaconu” - al Târgului Național de Ceramică Tradițională „Cucuteni 5000” Iași (2014)[3]

## Galerie foto

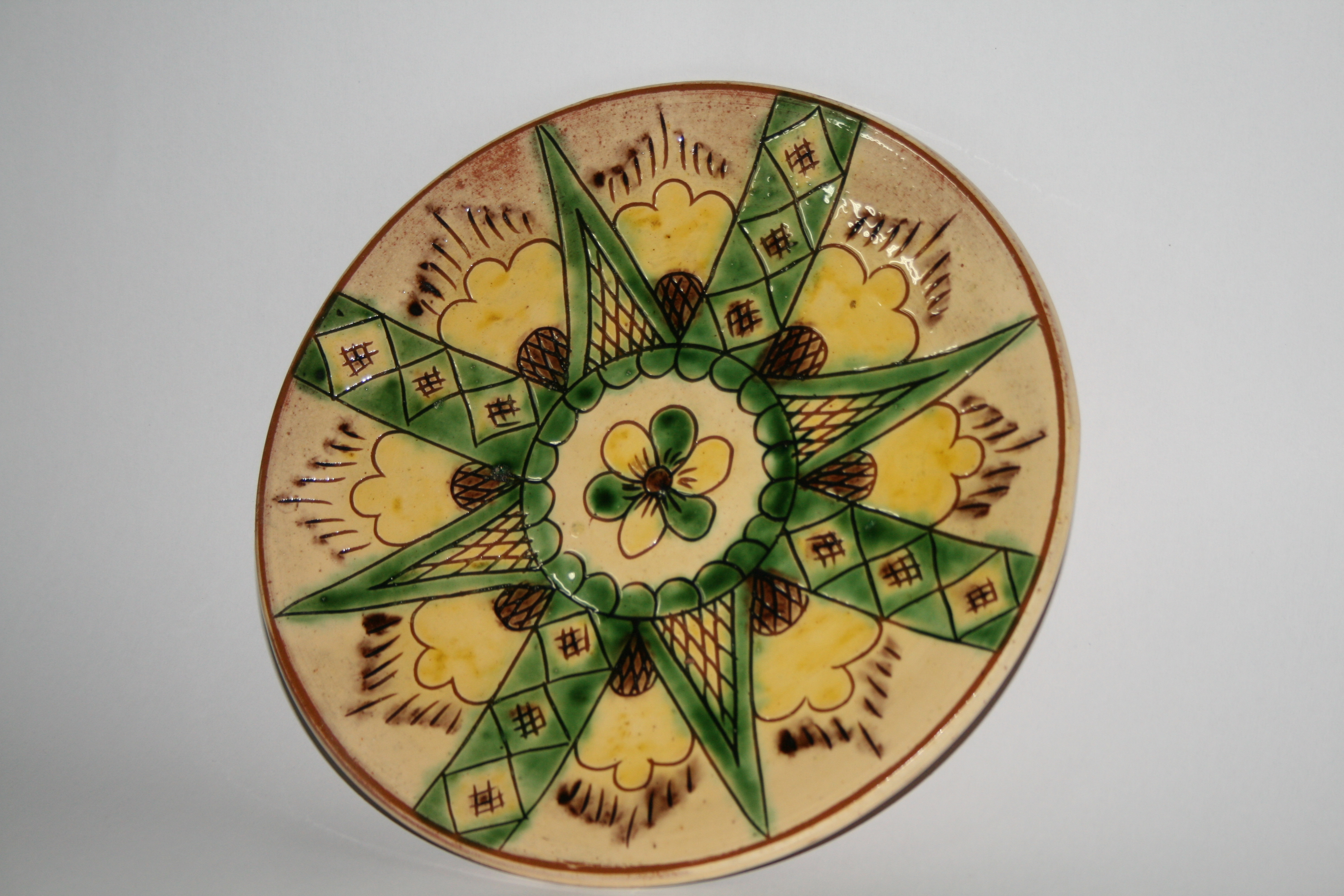
Farfurie decor tip Kuty
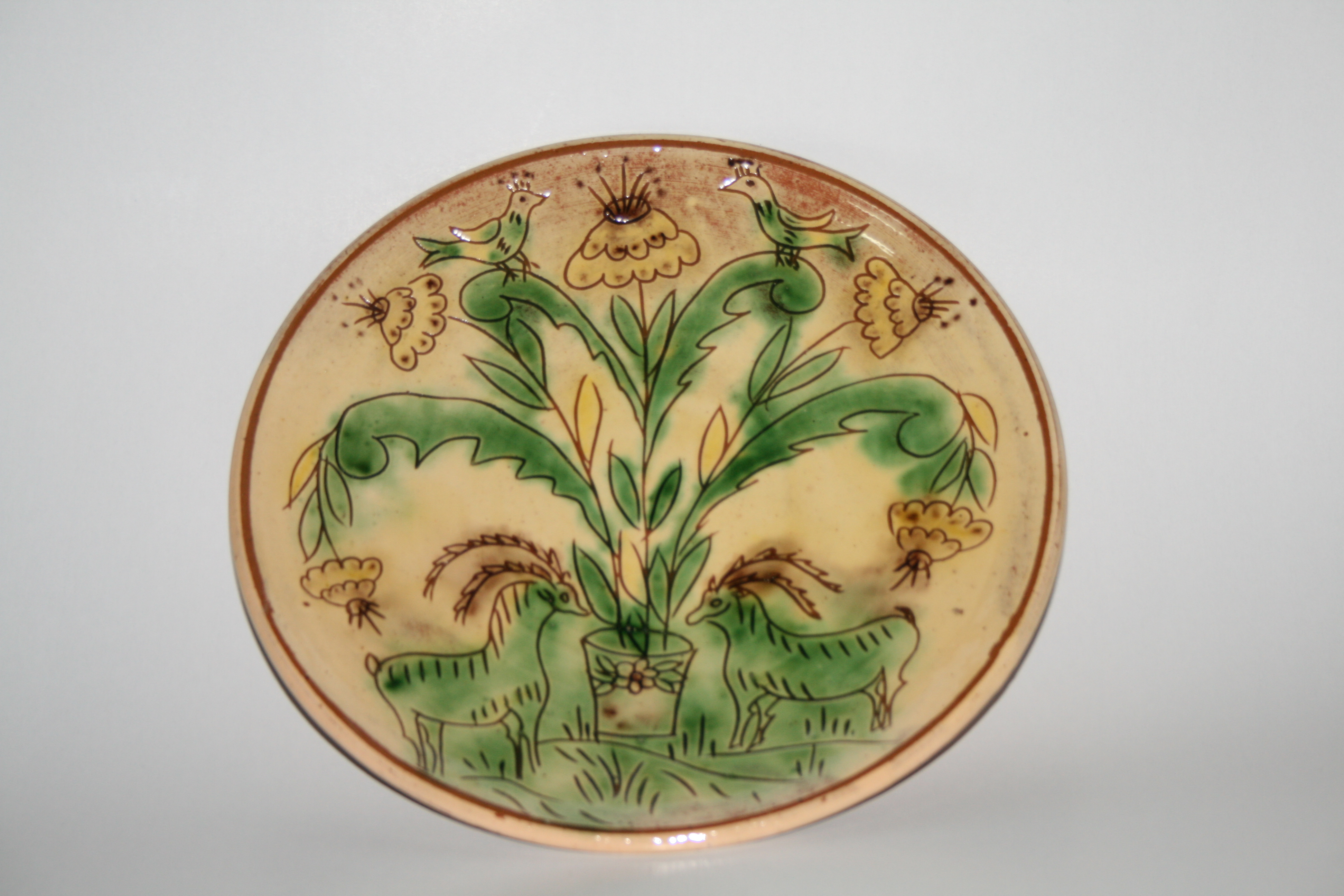
Farfurie decor tip Kuty
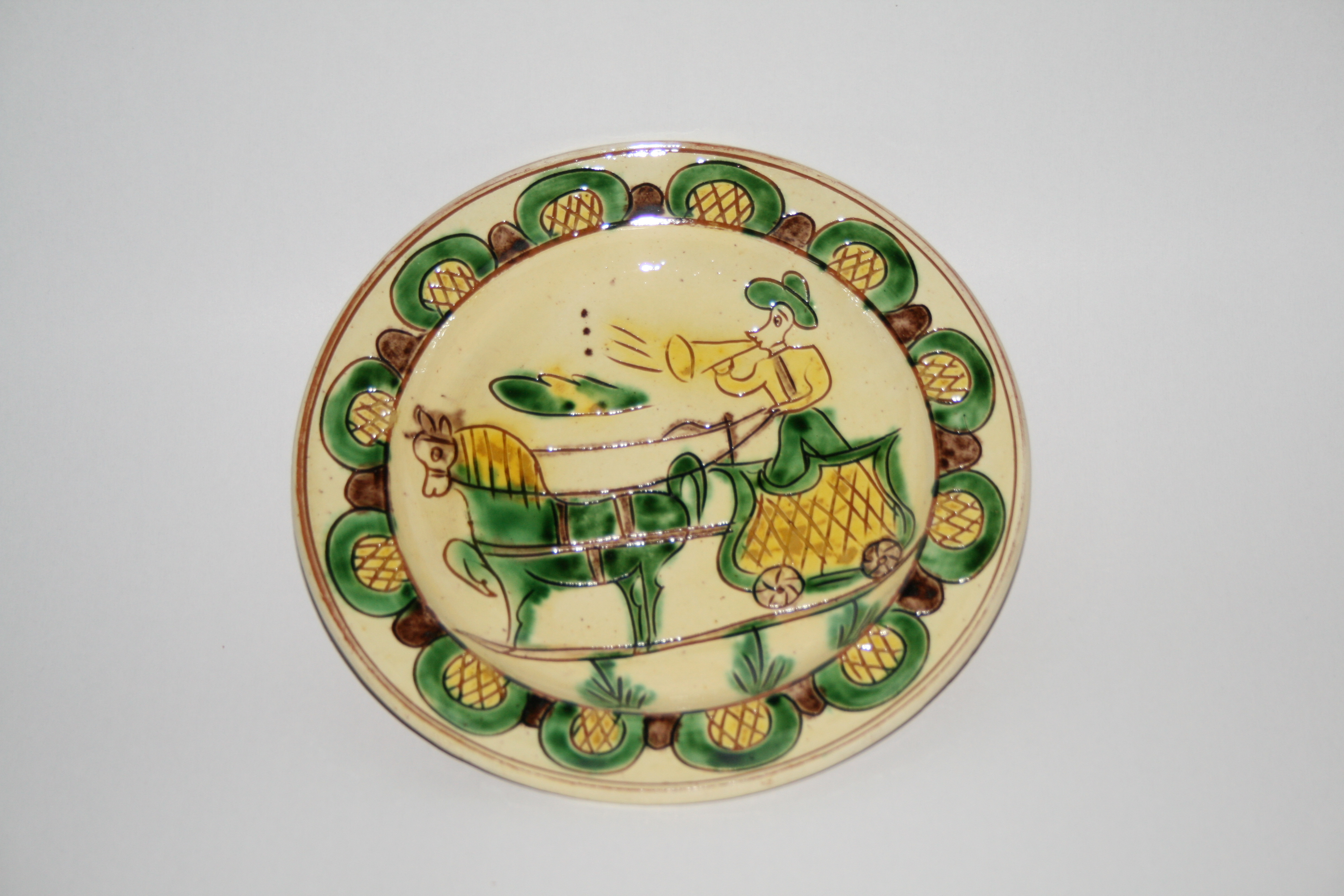
Farfurie decor tip Kuty
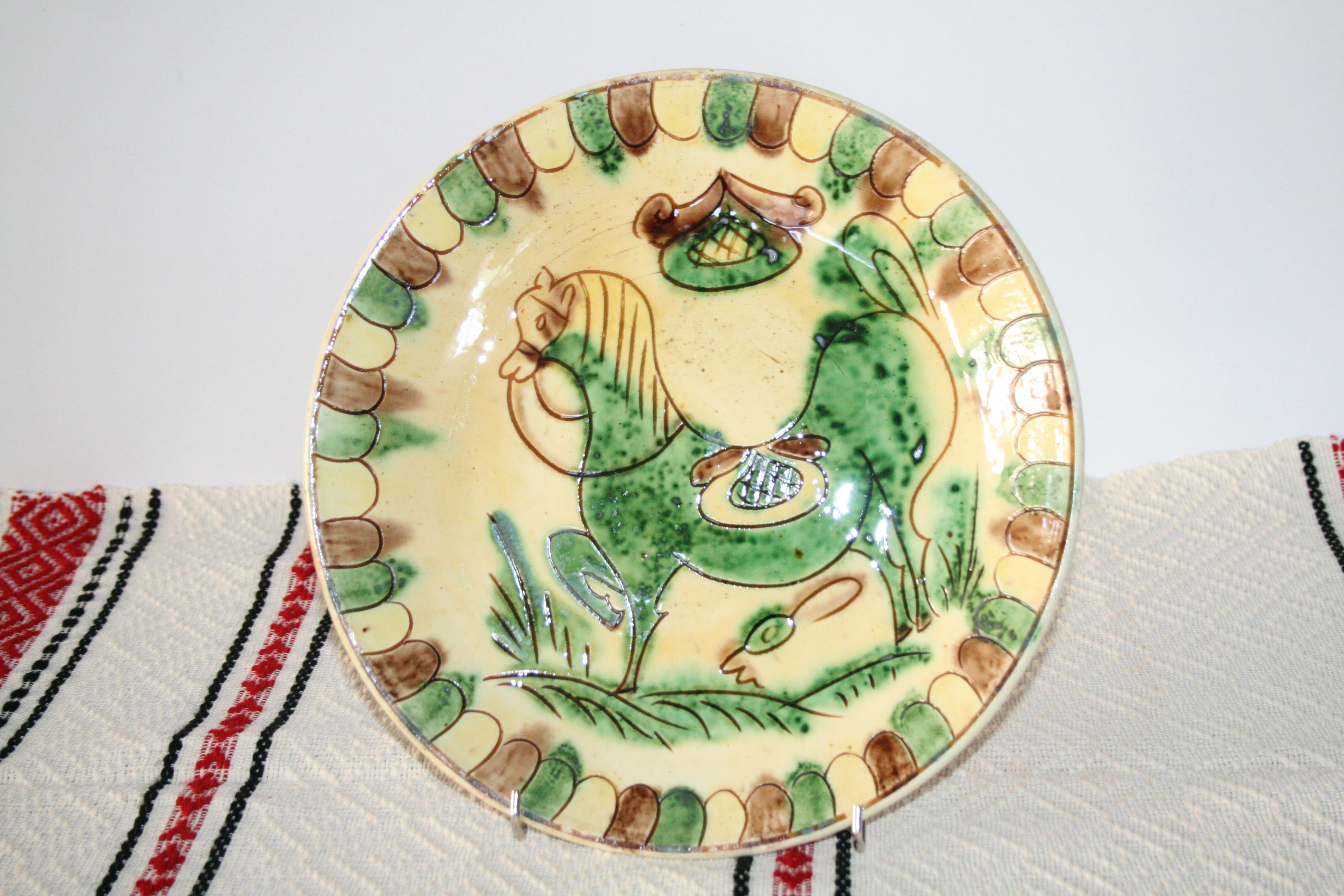
Farfurie decor tip Kuty
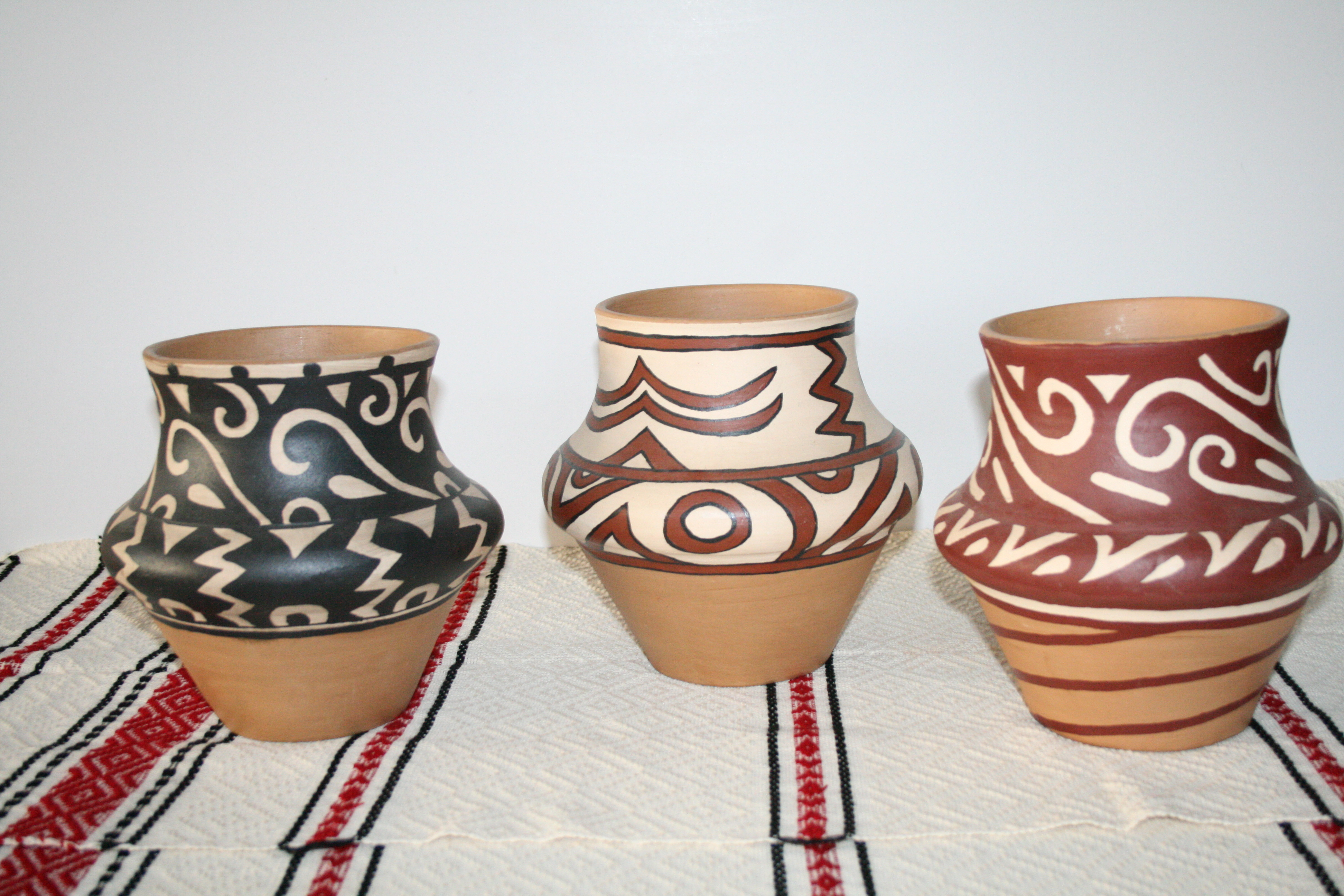
Vase Cucuteni
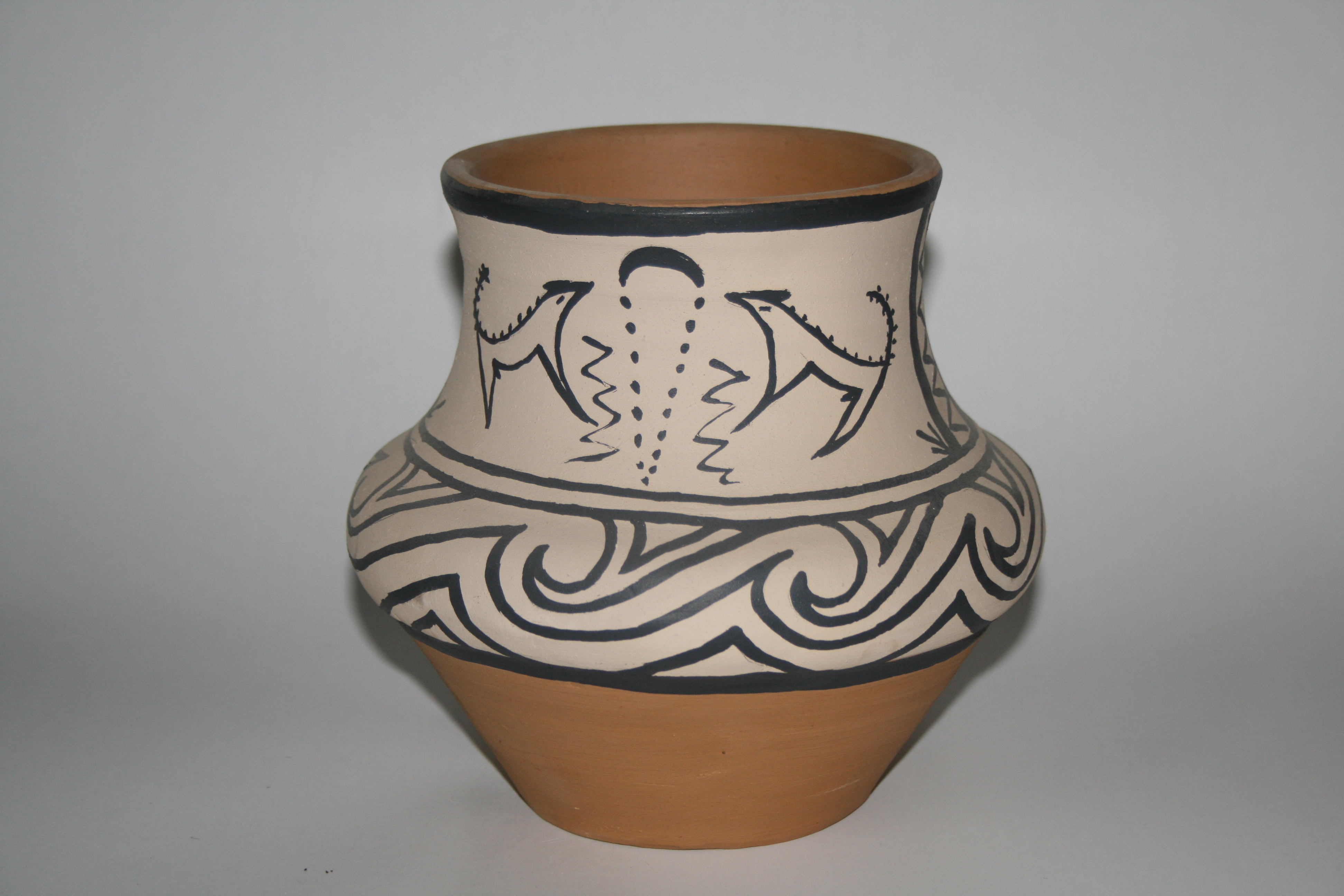
Vas Cucuteni
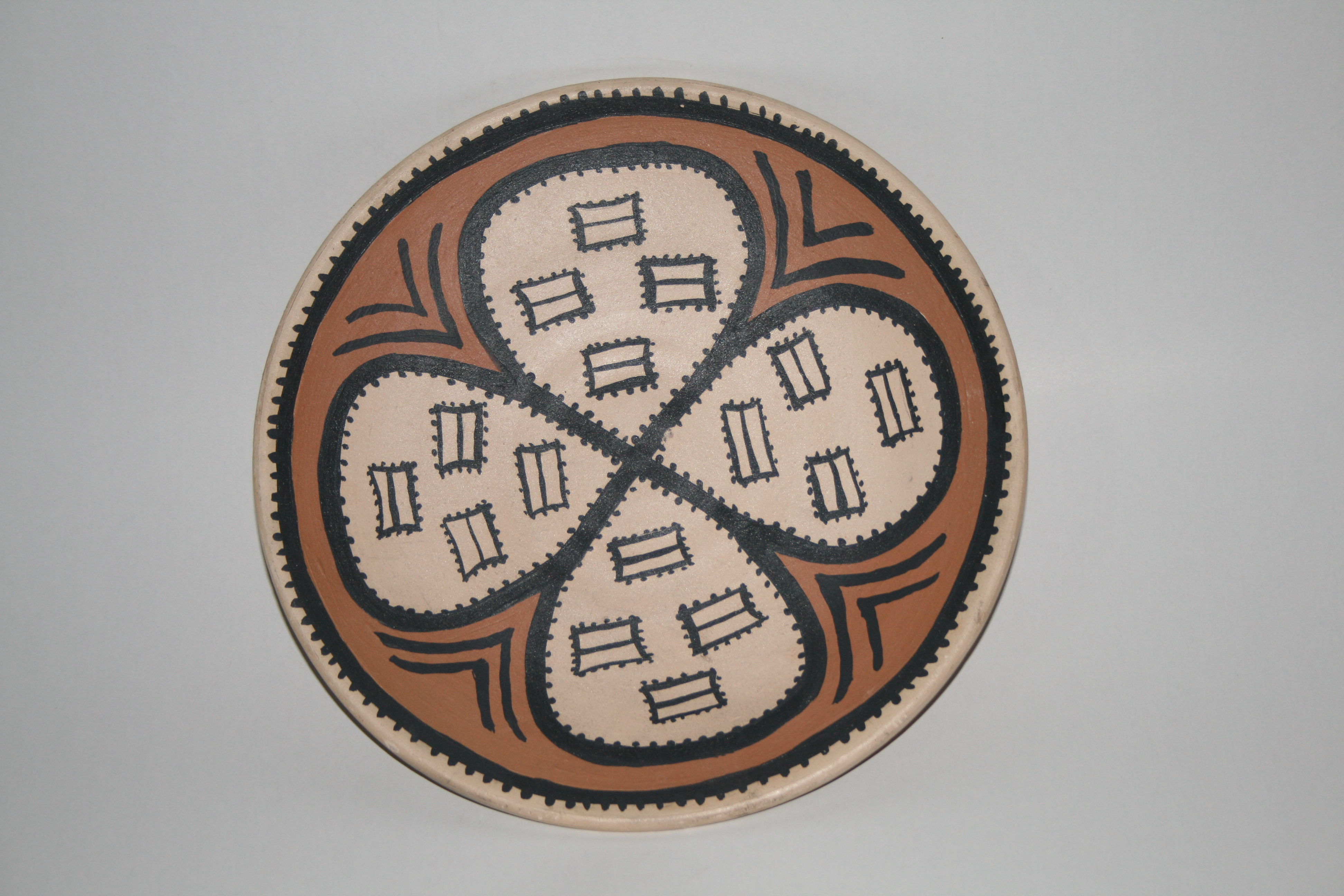
Farfurie Cucuteni
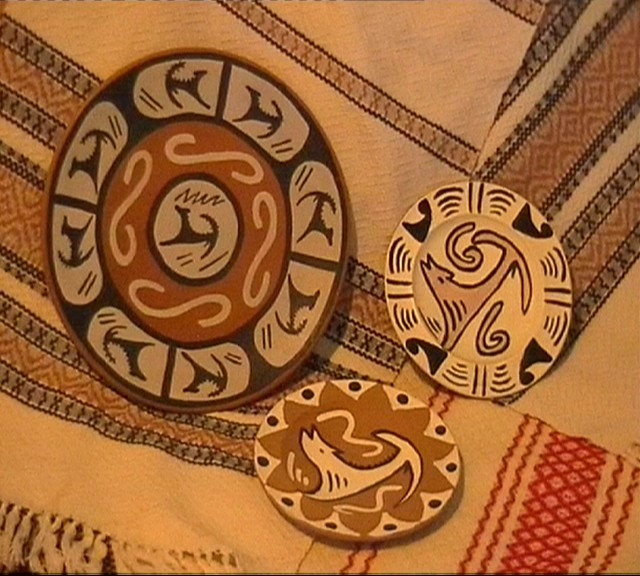
Farfurii Cucuteni